# 문영동
문영동(1968년 7월 6일 ~ )은 대한민국의 배우이다.

## 학력
- 동국대학교 대학원 연극영화과

## 출연작

### 영화
- 《럭키 몬스터》 (2020년) - 김 형사 역
- 《죽지 않는 인간들의 밤》 (2020년) - 반장 장래군 형사 역
- 《일진 나쁜녀석들》 (2020년) - 보수채널 역 (우정출연)
- 《지금 이순간》 (2019년) - 식당 남자 역
- 《사랑의 선물》 (2019년) - 강호 역
- 《메모리즈》 (2019년) - 상진 역
- 《영주》 (2018년) - 파출소 경사 역
- 《살아남은 아이》 (2018년) - 도배팀장 역
- 《휴가》 (2016년) - 김 사장 역
- 《비밀은 없다》 (2016년) - 남 형사 역
- 《순수의 시대》 (2015년) - 남은 역
- 《명량》 (2014년) - 김돌손 역
- 《바람과 함께 사라지다》 (2012년) - 제사장 역
- 《최종병기 활》 (2011년) - 우링가 역
- 《전망 좋은 집》 (2010년) - 남 사장 역
- 《미스터 좀비》 (2010년) - 장 사장 역
- 《이웃집 남자》 (2010년) - 남 사장 역
- 《GP506》 (2008년) - 과거대원 부GP장 / 연대장 (목소리) 역
- 《이브의 유혹 - 엔젤》 (2007년) - 이동구 역
- 《홀리데이》 (2006년) - 상호 역
- 《알포인트》 (2004년) - 변문섭 상병 역
- 《서브로사》 (2000년)
- 《미스터 콘돔》 (1997년) - 삼식 역
- 《유리》 (1996년) - 촛불승 역
- 《지하생활자》 (1993년) - 청년 역

### 드라마
- 《특별근로감독관 조장풍》 (2019년, MBC)
- 《투깝스》 (2017년, MBC) - 특조계 형사 역
- 《시그널》 (2016년, tvN) - 김창수 역
- 《하이드 지킬, 나》 (2015년, SBS) - 박희봉 역
- 《실종느와르 M》 (2015년, OCN) - 경찰 역 (특별출연)
- 《위대한 이야기 - 김시스터즈》 (2015년, TV조선 & tvN) - 목포상인 역
- 《특수사건 전담반 TEN》 (2011년 ~ 2012년, OCN) - 조복례의 둘째아들 역
- 《심야병원》 (2011년, MBC) - 편도선 농양 제거 수술을 받아야 하는 환자의 아들 역
- 《2009 외인구단》 (2009년, MBC) - 나경도 역
- 《베토벤 바이러스》 (2008년, MBC)
- 《패션 70's》 (2005년, MBC) - 챨리 역